# Yaginumaella bhutanica
Yaginumaella bhutanica là một loài nhện trong họ Salticidae. Loài này được phát hiện ở Bhutan.